# からくり剣豪伝ムサシロード
『からくり剣豪伝ムサシロード』（からくりけんごうでんムサシロード）は、1990年10月3日から1991年9月25日まで日本テレビにて放送されたスタジオぴえろ制作のテレビアニメ。全50話。
からくり人（びと）と呼ばれるロボット型の生命と人間が共に暮らす世界「ジパング国」を舞台とし、主人公のからくり人ムサシが国一番の武芸者を目指して成長していく姿が描かれている。

## あらすじ

### 武芸大会編
ミヤモト村から旅に出たムサシ。オカヤマーナの都で剣聖ボクデンと出会い、弟子入りをする。数ヶ月にわたる修行を経て、免許皆伝となる。強敵を求め旅する道中でエドトピアで開かれるジパング武芸大会を知り、旅の目的地をエドトピアに定める。その中で数々のライバルとの勝負や出会いと別れを経験し、さらにはハンゾウの野望を知ってしまう。エドトピアに到着するが、悪党一味に利用され押し込み強盗の片棒を担がされ逮捕されるムサシ。潔白を証明するも、武芸大会の受付に間に合わなくなる。何とか会場に潜り込もうとするが、またも不貞の輩と指名手配になる。襲われていたセンヒメを助け、彼女の手助けとジュウベエらの推挙で、ジュウベエとの特別試合を認められるが敗北を喫する。しかし、その試合で二天一流のヒントを掴む。特別試合終了後、ハンゾウらに捕縛され、薬で朦朧とした状態で死刑同意書に署名捺印をさせられ、刑が執行されそうになるが、ライバルたちとセンヒメの提言を承諾した将軍イエヤスの上意により助けられる。

### 諸国漫遊編
武芸大会が終わって迎えた正月。武芸大会の一件でセンヒメに気に入られたムサシ。彼女のお婿さん探しの旅の護衛役としてコジローと共に選ばれ、三人で旅をする。コジローの意見が採用され、北へ向かう。道中、ハンゾウ配下のイガ四天王に襲われる。しかし使役していたヤマタノオロチと土蜘蛛が守っていた、天空丸と天地丸という伝説の刀を手に入れ二天一流を開眼したムサシはめきめきと実力を上げ、コジローと共にセンヒメを守る。ホッカイドーはダイセツ山のからくり砦にてハンゾウを倒す。

### シラヌイ一族編
イエヤスの命によりエドトピアに戻ったセンヒメ一行。待ち受けていたのは下品で不細工なセンヒメのお見合い相手。ハンゾウが生きており、シラヌイ一族と手を結び幕府を転覆する野望を進めていた。それを阻止すべく、（お見合い相手から逃げるため）キュウシューへ旅に出るセンヒメ一行。シナガワ宿からサツマニアに渡る。コジローのモノホシザオがクマソンに折られるが、キュウシュー西部のアマクサ島に伝わる伝説の刀・鳳凰丸を手に入れる。一方ムサシは度々優しく接してくれたヒミコに対し顔も知らぬ母親の姿を重ね、想いを募らせる。しかし、ヒミコがシラヌイ一族の女王と知り、情と真実の間で葛藤を抱える。桜島のシラヌイ一族の本拠地で決戦を行うが、手段の異なるハンゾウとヒミコは仲を違えヒミコは殺される。さらにハンゾウの用意したサツマニア爆破用ミサイルが発射されるがムサシの活躍で桜島に逆戻りし、本拠地を爆破。ハンゾウの野望はついえるが、ムサシの心にはヒミコとの死別という悲しみが残った。

### 六道魔王編
シラヌイ一族とハンゾウの野望を阻止したムサシらのもとに第二回武芸大会の知らせが届き、早速エドトピアに引き返すセンヒメ一行。しかし、その頃セト内海ではハンゾウを拾った六道魔王一味のメガトンジョーが活動を開始。ジパング国国王の証である三種の神器を奪うためミヤコパレスを襲い、鏡と勾玉を奪う。国王らは聖剣は守りエドトピアに助けを求め逃げ出す。今回ムサシは無事、参加登録を済ませ準決勝でコジローとまみえる。しかし、国王の到着とメガトンジョーの攻撃に大会は中止。メガトンジョーを撤退させるが、国王を安全な場所へ逃がすためセンヒメらと共にニッコウへ向かう。ニッコウで安穏としているセンヒメではなく、ムサシとコジローを無理やり引き連れ、リョウマの協力を得て、さらにオツルとジライヤンも合流し、舟でメガトンジョーを追う。オノゴロ島で伝説の鎧を手に入れ、ゲンナイと仲間の武芸者の助力で六道魔王の本拠地・バベル13を攻め落とす。六道魔王はメガトンジョーで逃げ出しエドトピアに攻め込む。国王の空飛ぶ船・超空殿を借りたムサシらは、メガトンジョーへ突入。六道魔王とハンゾウの野望を打ち砕く。平和になり決着を付けるべく巌流島で決闘をするムサシとコジローだが、決着は付かず、センヒメのウソで決闘はお流れに。二人はまた目的を見つけ腕を上げる誓いを立てるのであった。

## 登場人物

### 主要人物
ムサシ
声 - 野沢雅子（タイトルコールも兼任）
初登場時、数えで11歳。暴れん坊で食いしん坊のガキ大将。からくり人。物心が付く前にタクアン和尚の寺の軒下に捨てられていた孤児。和尚に食事を恵んでもらったり、畑の作物を盗んだり、蛇を取って食べて生活していた。両親の顔も覚えていないため家族、特に母親への憧れが強い。ジパング一のからくり武芸者になるという夢を持つが、実力は同世代の人間の子供より強い程度。ミヤモト村を半ば追い出されるような形で出た後、剣聖と呼ばれるボクデンに無理やり弟子入りし、剣の技と心を教わる。数々のライバルと戦い、苦難を乗り越えてゆくことでからくり武芸者として成長してゆく。気合が充実すると胸に『武蔵』の文字が浮かぶ。得物は木刀、名匠コテツの二刀、天空丸・天地丸と変わってゆく。ボクデンの修行が終わった後も実力者には敵わなかったが、天空丸・天地丸を手に入れ、二天一流を編み出してからは実力を上げていく。性格は根っからの楽天家で自信家であけすけで人を疑うことを知らない。綺麗な女の人とご馳走にめっぽう弱く、それが原因で何度も敵の罠にはまる。必殺技は閃光剣、十文字斬り、竜巻剣など。一人称は「おいら」で語尾に「～だス」がつく。好物は団子。体重は第二回武芸大会時に98ポンド。終盤にはカラ星の宇宙人が残したゲントクアーマーを着用（着用時には頭身が多少上がる）。
モデルは宮本武蔵。
コジロー
声 - 伊倉一恵
初登場時、数えで13歳。フルネームはミスターコジロー。流派は巌流。からくり人。全国に名の知れた武芸者でモノホシザオと呼ばれる背の丈よりも長い刀（セキノマゴロク）を使う。幼少の頃よりモノホシザオを使いこなすために星飛雄馬のような修行を重ねてきた。モノホシザオがクマソンに折られた後は抜け殻のようになるが、伝説の秘剣・鳳凰丸に認められ自信を取り戻す。必殺技は秘剣・ツバメ返し。この世界ではコジローがツバメ返しでツバメの尾を切ったことからツバメの尾は二又に分かれるようになったらしい。ミヤモト村でムサシに勝負を挑まれこてんぱんにするが、秘めた実力を感じ、ムサシの後を追い自分に見合ったライバルになるよう見守るようになる。武芸大会決勝トーナメント決勝戦でジュウベエと一刻に渡る試合をし敗れる。敗因は若さゆえの慢心。センヒメとの旅ではムサシの上司を自称し、金銭面の管理も行う。冷静で慎重かつキザでナルシスト（人知れず鏡や水面に自分の姿を映してうっとりしたり、化粧水を使って肌の手入れをするほど）。本心を口に出さない性格をしており、ムサシと正反対である。しかし、ムサシと過ごす内にムサシに感化され幼稚なケンカを繰り返す。口癖は「バッカめ」。好物はブラックコーヒーと大学イモ。ネズミが大嫌い。趣味は歌舞伎見物と一人カラオケ。武芸者の嗜みとして空手、柔道、野球、スケートを修め、水泳3級。しかし絵心だけは全くない。体重は第二回武芸大会時に99ポンド。本人は認めていないが、センヒメに気がある。終盤にはカンウアーマーを着用。
モデルは佐々木小次郎。
オツル
声 - 水谷優子
初登場時、数えで10歳。ミヤモト村の村娘。人間。ムサシの想い人。暴れ者と評判だったムサシの勇気と優しさを信じており、旅立ちを手助けした。その後もミヤモト村でムサシの無事を祈る。ムサシ曰く「立派な武芸者になってオツルさんをお嫁さんにするだス」武芸大会を見物するためにタクアン和尚と二人でエドトピアに出てくるがモデルのキャラクターよろしく、ムサシとはすれ違いを続ける。第二回武芸大会でムサシの活躍を見るため、ゼニガタンの家で居候しながら団子屋で働く。センヒメとムサシの仲の良さを勘違いしてやきもちを焼くが誤解は解け、センヒメらと同行する。
モデルは吉川英治の『宮本武蔵』に登場するお通。
タクアン
声 - 宮内幸平
ミヤモト村の寺の和尚。からくり人。ムサシの育ての親であり、ムサシに厳しく接するが彼の成長を一番に願っている。ムサシが旅立った後もオツルと一緒にムサシの無事を祈る。
モデルは沢庵宗彭。
ボクデン
声 - 富山敬
剣聖や無刀取りの剣聖と呼ばれる剣の達人。からくり人。フルネームはツカハラボクデン。得意技は無刀取り。弟子を取らない主義であったが、ムサシの強引さに根負けし弟子入りを認め、数ヶ月に渡る修行をつける。剣の極意は「戦わずして勝つ」と説く。
モデルは塚原卜伝。
ジュウベエ
声 - 速水奨
将軍家剣術指南役である柳生家の人物だが、エドトピアの将軍・イエヤスに仕える警察局の長官。フルネームは柳生ジュウベエ。部下は深い藍色の忍装束を着たコウガ忍者。天下一のジュウベエとも呼ばれている。からくり人。流派は柳生神蔭流。必殺技は秘剣・一の太刀、奥義・灯篭返し、追風の太刀。編笠を被り、浪人の格好で身分を隠し、諸国を監視して回るのが仕事。葵の紋を右腕の肘部分にあるカバーの下に隠している。正義感溢れ、礼節を重んじ、立場を超えて言うべきことはいう好青年。第一回ジパング武芸大会優勝者。終盤でチョウヒアーマーを着用し、同時に雷鳴丸という槍を渡される。
モデルは柳生十兵衛。
バイケン
声 - 石丸博也
辺鄙な土地で貧しい暮らしをする百姓。からくり人。人間であるイッケンとニケンという二人の弟とオハルという妹との4人暮らし。生まれた村を支配した大名を倒し両親の仇を討つために腕を磨き、クサリガマを発明した。ムサシがボクデンの弟子と知り、自分の実力を試すべく真剣勝負を挑む。堅物な性格で、兄弟に邪魔をされた勝負を「約束を守れなかった」として負けを譲らなかった。兄弟の掟は「渇しても盗泉の水を飲まず」。一人称は「オラ」で語尾に「〜バイ」がつく。流派はクサリガマ流。必殺技は首刈り鎌。武芸大会決勝トーナメント一回戦でウシワカに敗れる。なお、武芸大会ではクサリガマを代用できる武器がなかったため、刃の部分に革のカバーを付けて参加した。実力が認められヤマガターダで仕官したが、結局武士の暮らしが合わず、ホッカイドーへ移住。ラーメン屋でアルバイトをした後、開拓村で農業を営む。エドトピアから離れた為以降の戦いには駆け付けず最終回まで登場することがなかった。
モデルは宍戸梅軒。
ゼニガタン
声 - 大塚芳忠、古田信幸（38話から）
エドトピアで岡っ引きをしているからくり人。得意技は投げ銭である、四文字（よもんじ）投げ・四文字超特急、肩に付いた巨大銭を投げるビッグコイン四文字投げ。腕には投げ手錠が付いている。投げた銭はきちんと後で拾っているらしい。悪を許さず、人々には優しく接し、面倒見の良い好人物。その後、ムサシを利用した強盗の一味であるアカネと所帯を持ち、最終回では子を授かる。アカネと所帯を持った後はムサシに対して夫婦共々両親のように接し「おとっつあんと呼んでも構わない」とまで言う。家族を知らないムサシは感動の涙を流す。
モデルは銭形平次捕物控の銭形平次。
ベンケイ
声 - 山口健
ミヤコパレスのゴジョー大橋で夜な夜な武芸者を襲い、勝ったら武器を取り上げていたからくり人。千本目の刀をウシワカの黄金の刀と決め襲いかかるが、返り討ちにあいウシワカの家来となる。その後は刀の収集はやめる。必殺技は伸縮自在の大長刀ゴジョー。武芸大会決勝トーナメント一回戦でコジローに敗れる。その後もウシワカと共に全国を旅し、つわものを求めていた。ウシワカの忠実な家来ではあるが、武芸大会と聞くとウシワカの命にそむいてでも参加する。ウシワカと共に登場するときはウシワカのおまけ扱い。
モデルは武蔵坊弁慶。
ウシワカ
声 - 辻谷耕史
貴族出身の武芸者。からくり人。流派はカラステングに教わった飛翔剣法・テング流。必殺技は忘我の剣や扇の舞。横笛を吹く。一人称は「マロ」。武芸大会決勝トーナメント準決勝でコジローに敗れる。普段はベンケイの肩に乗っている。不知火編や六道魔王編でもベンケーと共に度々助っ人として戦いに参戦する、後にベンケイと共にエドトピアで剣術指南役になる。
モデルは昔話で語られる牛若丸。
イエヤス
声 - 島香裕
ジパング国の将軍であるからくり人。ジェネラル・イエヤス（ゼネラル・イエヤス）とも呼ばれる。モデルの人物の印象を反映し、狸の尻尾が付いている。
モデルは徳川家康。
センヒメ
声 - 松井菜桜子
本作の二人目のヒロイン。エドトピアの将軍イエヤスの孫娘。午年生まれ。お転婆で男勝りの勇敢さと好奇心を持ち、少々悪賢い。姫と呼ばれるのを嫌い、皆には「おセンちゃん」と呼ぶように指示する。全国を旅したいと願っており、家出まがいの行動に出て悪漢に襲われていた所をムサシに助けられる。「武芸大会を見られるならなんでも言うことを聞く」と約束したムサシの望みを叶え、その見返りとして諸国漫遊（お婿さん探し）の旅の護衛役を命令する。面食いで惚れっぽいが、相手は妻子持ちだったり同性愛者だったりと見る目はない。城内では紫色の長い髪の毛を流し簪を挿しているが、旅姿では髪をまとめる。問題の解決に権力が必要な時には家紋入りの懐剣を取り出し「ここにおわすアタシをどなたと心得る！ジェネラル・イエヤスの孫娘センヒメなるぞ。控え、控えい！」と水戸黄門の有名なシーンを一人で行う。特技は横笛で、音色で動物をなだめることができる。意外と腕も立ち、意気消沈したコジローを守り、シラヌイ忍者と懐剣で互角に戦い、薙刀も使う。少女マンガが大好きで、その影響で少女マンガ風イラストが上手い（本人は絵を見せるのを恥ずかしがる）。その絵は、ムサシの似顔絵を描くと、人間で長髪の美青年になってしまう程。
モデルは千姫。

### 全国のからくり武芸者
セイジュウロー
声 - 大塚明夫
全国規模で展開するヨシオカ道場の三代目の当主。新設のオカヤマーナ支店の視察の際、門下生を懲らしめていたムサシを殺そうとする。助けに入った無手のボクデンに小便をかけられた上、あっさり敗れる。フルネームはヨシオカセイジュウロー。その後、ミヤコパレス支店でムサシと試合をするが、舐めきった態度を取り敗れる。ちなみにヨシオカ道場はごろつきのような連中が多く町での評判は悪い。ヨシオカ道場の正式名称は（株）ヨシオカ道場である。なお、他流試合を禁じている。
モデルは吉岡清十郎。
デンシチロー
声 - 大滝進矢
セイジュウローの弟。ヨシオカ道場師範代。「自分の頼み断ったら殺す」と言うほど冷酷な人物。コテツに刀を授かったムサシに敗れる。刀匠のコテツ曰く「こんな奴を斬ったら、刀が汚れる」。
モデルは吉岡伝七郎。
リョウマ
声 - 井上和彦
ジパング国を食糧が豊富で争いのない平和な国に変えようと活動するからくり人。戦いを好まず「逃げることも兵法の一つ」というスタンスをとる。剣の腕も立つが、煙玉と実弾を発射する拳銃を愛用する。「いろは丸」という木造帆船を所有。語尾に「〜ぜよ」がつく。
モデルは坂本龍馬。
コンドウ
声 - 小野健一
シンセン組局長。ミヤコパレスを混乱させるとしてリョウマを追っている。必殺技はシンセン斬り。ジパング武芸大会決勝トーナメントに進出。一回戦でジュウベエに敗れる。
モデルは近藤勇。
ホーゾーイン
声 - 山口健
ホーゾー院という寺院でホーゾーイン流槍術を教えている僧兵。秘密主義のホーゾー院に対し、ジュウベエは討幕をたくらんでいると疑ったが、その瞳の輝きに誤解が解ける。先が三つ叉に分かれ、突くと切るを兼ね備えた鎌槍を使う。流派は当然、ホーゾーイン流槍術。必殺技は地獄風車。ジパング武芸大会で決勝トーナメントに進みシード枠を獲得するが準決勝でジュウベエに敗れる。
モデルは初代宝蔵院覚禅房胤栄
イシマツ
声 - 松本保典
シミズ港のジロチョウ一家の一人。泣く子も黙るジロチョウ一家のケンカ上手。刀の他に石松繋がりでボクシングに似た技も使う。ムサシとのケンカで気が合い義兄弟の杯（都合により団子）を交わす。ムサシの初めての友人。しかし、シミズ港を牛耳ろうとするカツゾウ一家とのケンカバトル（一種の抗争）で、人を斬ることにおびえるムサシを気にかけ、真実を伝えようとした隙にカツゾウ一家の子分に斬られ死亡する。死に際に真剣を使う時の死に対する覚悟を身を持ってムサシに伝えた。霊界では、死んだムサシと共にエンマ大王に協力しシュテンタイガーらを倒し、ムサシの生き返りを手助けする。
モデルは森の石松。
ジロチョウ
声 - 福田信昭
シミズ港のジロチョウ一家の親分。正義感が強く、我が物顔で罪も無い人々を苦しめるカツゾウ一家を懲らしめるために彼らとケンカバトルをしていた。また、ムサシが怒りを爆発させてクロコマをボコボコに殴ったときは、ムサシを冷静に咎めた。
モデルは清水次郎長。
クロコマ
声 - 藤本譲
ジロチョウ一家と敵対関係のカツゾウ一家の親分。人呼んでクロコマのカツゾウ。ケンカバトルの際は鎧を着る。シミズ港では子供を泣かしたり、信号無視したりと度重なる悪事を働き、さらにこれらの悪行をジロチョウ一家に着せることでムサシを利用したが、結果的にはイシマツの捨て身の証言によって自身が利用されていたことを知ったムサシを怒らせたため、命乞いをする振りをしてムサシを殺そうとした。しかしその悪い癖はムサシにあっさりと見抜かれ、最終的に激怒した彼にボコボコに殴られて半殺しにされた。
モデルは黒駒勝蔵。
オニゴロシ
声 - 島香裕
ハンゾウに雇われた海賊。武器は鉄球と青竜刀。からくり鮫を操る。
ゲンウンサイ
声 - 飯塚昭三
ホッカイドーの開拓村を襲う北海忍者党の頭領。
サイゴー
声 - 玄田哲章
サツマニアの殿様。リョウマの活動に賛同し、ジパング国の改革を考えている。「チェストー」の掛け声と衝撃波で相手を吹き飛ばすジゲン流気合術の遣い手。キュウシューを混乱させるシラヌイ一族の秘密を探る。シラヌイ一族との決戦ではペリーの軍服のような鎧を着用し、レイピアに似た剣を帯びる。常に愛犬のシロ（声・桜井敏治）を連れている。一人称は「おいどん」で語尾に「〜ごわす」がつく。
モデルは西郷隆盛。
ガンセキサイ
声 - 島香裕
流派はガンコ流。必殺技は真っ向唐竹割り。第二回武芸大会予選の初戦でムサシと当たるが、イガ四天王とシラヌイ一族を蹴散らしたムサシの敵ではなかった。

### ハンゾウ一味
ハンゾウ
声 - 佐藤正治（8話）、山口健（12話以降）
フルネームはイガハンゾウ。表向きはイガ忍軍頭領で治安維持を任されたイエヤスの公儀隠密。しかしその実は各地の大名を裏から手引きして戦を起こし、将軍に届け出をせずに忍者部隊を作り、隠し金山を保有し、ジパング国に混乱を起こした上で幕府を転覆させ闇将軍となる野望を実行している。右手に仕込み槍、左手に爪、背中にブーメラン、右肩に大型ナイフ、左肩に投げナイフを付け、刀と手裏剣も使用する。部下の忍者部隊は赤褐色の忍装束を着た、ゼンゾウをはじめとするイガ忍者。ジュウベエが越権した行動を取り、自身の役目を侵害しているため敵視している。悪事が露見した後はキュウシュー、シラヌイ一族の女王ヒミコと共に活動する。その後、六道魔王に、命令に逆らえば爆発するソウソウアーマーを付けられ嫌々配下になるが、真の目的は最後まで捨てない。
モデルは服部半蔵。

#### イガ四天王
ジライヤン
声 - 山口勝平（15話）、難波圭一（20話以降）
妖術士。妖術でからくりカエルのケロ吉（声・桜井敏治）を大ガマやキャタピラ付きバイクに変身させて戦う。変身したケロ吉は火炎放射や機関銃、水鉄砲、オタマ爆弾と呼ぶミサイルなどを備える。呪文は「アビラウンケンソワカ」術を使う時には、巻物を口に当たる部分にはめ込む。また、巻物は空気ボンベにもなっている。からくり砦でハンゾウのやり口に反発し離反。各地で団子屋やガマの油売りなど商売をしながら情報提供を行い、その後ムサシらの仲間となり、二度目の武芸大会には武芸者として参加、決勝１回戦でムサシと対戦し敗北したが、ハンゾウの手下では味わえなかった充実感に満足しムサシに感謝する。腹部にケロ吉を収納できるスペースがある。六道魔王編ではほぼレギュラーとなり、ムサシ達と行動を共にしていた。本人曰く「悪事が許せない体質になった」らしい。
モデルは自来也。
オニヒメ
声 - 天野由梨
妖術と呪術を使う女のからくり人。特に変装を得意としており、老若男女、人間・からくり人を問わず姿を変えられる。常に般若の面を被っているが、素顔はナルシストのコジローも唸るほどの美女。武器は簪と投げナイフ、袖から出す火炎放射と鎌。変装術を用いた策略や土蜘蛛とヌエを操り四天王の中で最も多くムサシ達に挑んだが、からくり砦でハンゾウの大砲からコジローをかばい死亡する。その後霊界で、死亡した四天王と共にエンマ大王から、霊界の法律書で言ったことを具現化できる「えん魔帳」を奪い霊界を乗っ取る。死んだムサシにコジロー様の安否を尋ねた所を見るとコジローに対するほのかな恋心はあったようだ。エンマ大王により無間地獄へ落とされる。
シュテンタイガー
声 - 郷里大輔
全身にトラのような模様がある。剣術と妖術を使う。女好きで酒好き。武器はチェーンソーの組み込まれた刀と両肩の飛び出る爪、二本の尻尾。ヤマタノオロチと巨大土偶を操る。土偶を操る呪文は「アビラウンケンモヘンジョダロ」。20話でムサシに斬られ爆死。死後はオニヒメ・ゴエモンドと共に霊界を乗っ取り、エンマ大王の服を着て女の子の鬼をはべらせ酒を飲んでいた。オニヒメ同様、無間地獄に落とされる。
名前は酒呑童子と「虎になる」から。
ゴエモンド
声 - 二又一成（18話）、山口健（32話）
ジパング一の大泥棒。任務より泥棒稼業を優先する。歌舞伎のような口調で話し、カンラカラカラと笑うのが癖。「ゴエゴエモンドアーモンド・ゴエゴエモンドバーモンド」の呪文で大ムカデを操る。黄金を溶かした大釜に大ムカデとも落ち死亡。遺体は黄金像としてヤマガターダ城のシャチホコ代わりに飾られる。霊界を乗っ取ったが、釜茹での刑の担当になった。そこでもイシマツに大釜に落とされる。
モデルは石川五右衛門。

#### シラヌイ一族
ヒミコ
声 - 勝生真沙子
シラヌイ一族の女王のからくり人。ハンゾウにそそのかされ手を組み、一族にセンヒメ一行を襲わせる。クレオパトラか楊貴妃かという絶世の美女。女王として一族の前に登場する時にはマントを羽織る。年齢はムサシの親くらい。催眠術を使う。目的が火の国の再興であったため、大量虐殺を行おうとしたハンゾウの行動に反対する。最後は、母親のようだと慕ってくれたムサシをハンゾウからかばい重傷を受け、ムサシの腕の中でかーちゃんと呼ばれながら息を引き取る。
モデルは卑弥呼。
ドンタク
声 - 高宮俊介
ハンゾウと共にエドトピアのチヨダ城に忍び込み、センヒメとイエヤスを暗殺しようとした。
名前は博多どんたくから。
クロダー
声 - 大友龍三郎
真剣で試合を行う一万両武芸大会を開き、シラヌイ一族に協力する強い武芸者を見つけようとしたが、ウシワカがその事実を暴露。戦闘時には黒漆塗桃形大水牛脇立兜のような形の兜を被る。ムサシの鉄風車で兜を斬られ、得意のシラヌイ妖術火炎の術を竜巻剣で跳ね返され焼け死ぬ。
モデルは黒田長政。
クマソン
声 - 稲葉実
熊殺しのクマソンと刀折りのクマソンの異名を持つ。拳一撃で熊を倒したことがある。指の付け根から出る爪と鎖で繋がれた両拳を飛ばして戦う。得意技は右手で刀身を握り締め、左手で叩き折る刀折り。コジローのモノホシザオを折る。ムサシの閃光剣に敗れる。
名前は熊襲から。
イカヅチ
声 - 青森伸
アマクサ島の地下で武器の密造をしている。得意技は雷を操り、右腕から放電するイカヅチ弾。鳳凰丸を手にしたコジローが刀から発した黄金の鳥の光を受け死亡する。
溶岩のゲンバ
声 - 福田信昭
両端に十字の刃が付いた特殊な槍と、胸から発射するシラヌイ妖術溶岩弾が武器。ベンケイが立ち向かうが歯が立たず、ジュウベエが助けに入り槍を斬る。ムサシがウンゼン岳火口に落ちたのを見届け撤退しようとした所に、ジュウベエがとっさに投げた刀が背中に刺さり死亡。
蛇笛のテンゼン
声 - 大滝進矢
名前通り、笛で大ウミヘビを操る。大ウミヘビはペットや相棒ではなく恋人で、蛇子という名を付けている。幼い頃から蛇退治が得意で、蛇が大好物のムサシに斬られ死亡。シラヌイ農協の農産物を報酬にして部下のやる気を高めるのが得意。
火繩のガエンマ
声 - 幹本雄之
武器は自由に動く二本の触手から放つ火炎と光弾と金縛り。サイゴーの屋敷を燃やし、屋根から火炎と光弾の一斉攻撃を仕掛けサイゴーらの攻撃を寄せ付けなかったが、光弾がセンヒメの懐刀に反射し目がくらみ、屋根から落下。サイゴーの気合術を受け、コジローとジュウベエに斬られ死亡。
火玉のジンナイ
声 - 鈴木勝美
得意技はシラヌイ妖術火の玉つぶて。火の玉つぶてでコジローを追い詰めるが、ケロ吉の放った水鉄砲で消火され、水で火の玉も出せなくなる。正々堂々と勝負をしたいというコジローの意見をのみ、ジライヤンから刀を投げ渡されるが、その際に刀がうっかり腹に刺さり死亡。

### 六道魔王一味
六道魔王
声 - 石塚運昇
「りくどうまおう」と読む。正体はかつてイエヤスと天下を二分して戦い、テンプル・ホンノウでミツヒデの裏切りにあい死亡したと思われた武将ノブナガ。被害を最小限に抑えて天下を取ろうとする冷静さと、破壊を楽しむ二面性がある。裕福な者だけが幸せになるイエヤスの幕府を徹底的に破壊し、アヅチパレスを中心とする新しいジパング国を作ろうとする。肩にからくり猿のタイコウを乗せている。三種の神器が揃った直後、再び部下であるハンゾウの裏切りにあい死亡する。
モデルは織田信長。タイコウは豊臣秀吉。
ドクガンリュウ
声 - 島田敏
六道魔王の腹心。メガトンジョーの艦長。背中から双頭の龍を伸ばして戦う。ゲントクアーマーを着用したムサシの必殺技、双龍剣に敗れる。
モデルは独眼竜政宗こと伊達政宗。
シンゲン
声 - 福田信昭、高宮俊介（38話 - 45話）茶風林（46話 - ）
六道魔王の部下で怪力の持ち主。武器は刀と、鎖で繋がれた軍配。戦車部隊である軌道走行軍団を率いる。ケンシンと非常に仲が悪いが、シンゲンシンとして大きな力を発揮し、同じ手柄を得られるため、実はツンデレ的な性格。
モデルは武田信玄。
ケンシン
声 - 大滝進矢
六道魔王の部下。俊敏な動きが特徴。シンゲンと対立する場面が多いが内心はシンゲンと同じ気持ちをもっている。
モデルは上杉謙信。
シンゲンシン
シンゲンがケンシンを肩車する形で合体変身した姿。声はケンシンになる。4本の腕を持ち、四刀流を使う。ムサシの双龍剣に敗れる。

### その他
イッケン
声 - 田野恵
メガネをかけたバイケン兄弟の次男。人間。真面目な性格。
ニケン
声 - 南央美
やんちゃ盛りのバイケン兄弟の三男。人間。
オハル
声 - こおろぎさとみ
ちょっとおませなバイケン兄弟の末の妹。人間。バイケンを絶対的に信頼している。
アカネ
声 - 池本小百合
エドトピアで活動していた盗人の一人で人間。紫色のアイシャドウが特徴。ムサシを騙して押し込み強盗に協力させるが、純粋なムサシの心に改心しゼニガタンに捕まる。いつの間にか、ゼニガタンの親分の内儀におさまっている。ゼニガタンと所帯を持った後はアイシャドウは取り、ムサシを息子のように扱い「おっかさんと呼んで良い」と発言。
国王
声 - 辻谷耕史
ジパング国の国王。人間。天皇にあたる人物。性格は良く言えばおおらかで素直。悪く言えば世間知らずの大ボケ。俳句をひねるのが趣味だが、センスのかけらもない。しかし、他人の句には辛口な評価をする。勇敢に戦うセンヒメに想いを寄せ、彼女も同じ想いを抱く。センヒメのプロポーズを受け入れるが、結局彼女の真意を慮って反故にする。
ショウトク
声 - 茶風林、高宮俊介
国王に仕えるからくり人。
モデルは聖徳太子。
ゲンナイ
声 - 八奈見乗児
オノゴロ島に住む、奇人で変人で偏屈で有名な天才発明家。人間。サーフィンを趣味とする助平な爺。天才発明家で、発明品の性能や製作時間は超人的。だが、本人いわく「自分の作ったものほど信用できないものはない。」と裏腹。
モデルは平賀源内。
ナレーター
声 - 大木民夫
オープニング前の「時は戦国乱世の時代〜」の下りやアイキャッチ前の「疾風怒濤の後半を待て！」がお約束。

## 用語
ジパング国
日本列島に酷似した形状で、本州を90度東方向に倒し、北海道を津軽海峡からへの字に曲げたような島国。国王・将軍・大名という江戸時代に似た政治体制。しかし、各地で度々大名同士の領土争いが起こる。登場した地名はムサシが旅した順に、ミヤモト村のあるオカヤマーナ、ミヤコパレス（ミヤコ島、城であるパレス）、（マウントフジを臨む）シミズ港、エドトピア（カントー王国）、エド城（またはチヨダ城）、インバ沼、ミヤザト村、コウヅケの国、ワタラセリバー、アシカガ、ヤマガターダ（ダテ藩）、オソレ山。ホッカイドーのマツマーエ城、サッポロ（サッポロより先は未開拓地）、ダイセツ山。キュウシューへの直行船が出るシナガワ宿。キュウシュー（サイカイ王国）の中心都市サツマニア、同西部のアマクサ島、ウンゼン岳、桜島、ベップ温泉。トネ川、ニッコウ、セト内海、オノゴロ島、巌流島。地図として登場する場所はエドトピア周囲のナカセン道、ニッコオ道中、クリハシ、関宿、フルカワ、タカサキ、天明。（コジローはハワイ・タヒチという地名を口にしたが所在は不明。）
からくり人
からくりびとと読む。ロボットのような外見をし、人間を超越した身体能力を持つ人種。食事や排泄は人間同様行う。電気に弱い。イエヤスのように子孫が人間であったり、コジローのように人間の両親の間にからくり人が産まれたり、ゼニガタンように人間との間に子を授かることが出来る。コジロー・ベンケイ・ハンゾウのように目や口を覆える仮面が出る者と、ムサシのようにその機能が無い者がいる。また、からくり人と同様に動物にもからくり鳩・からくり鷹・からくり蛙・からくり鮫・からくり猿が存在する。
ジパング武芸大会
年に一回、エドトピアで開催される剣術大会。基本は鉄の棒で出来た刀を使用する。受付開始から予選が始まり受付終了は初日の暮れ六つ。エド城内堀内にある7つの会場で予選が行われ、各会場の優勝者が決勝トーナメントに進出する。決勝トーナメントは7つの予選会場が合体した大会場であるガッタイジョーで行われる。優勝者には「ジパングナンバー1武芸者」の称号と1000両が与えられる。
名刀コテツ
ケンモチコテツにより鍛えられた刀の総称。5話でムサシが弟子を取らないボクデンの唯一の弟子ということで、刀鍛冶を廃業したコテツの興味をそそり、共に特別に刀を打った。しかし、ムサシが初めて持ったまともに使える真剣という以上活躍する場面は少なく、脇差は16話で土蜘蛛に溶かされ、大刀は17話でヤマタノオロチに折られた。一番コテツが活躍するのはオープニングである。
ケンモチコテツおよび名刀コテツのモデルは虎徹。
天空丸・天地丸
土蜘蛛の守っていた伝説の脇差、天地丸。ヤマタノオロチが守っていた伝説の大刀、天空丸。見た目は普通の刀だが、抜刀するとハバキの部分にはまった玉が光り『空』と『地』の文字が浮かび上がり、鍔と柄が変化し、鞘は緑色から白色に変わる。変化後の天空丸の鍔は黄色。天地丸の鍔は青色。天空丸の柄頭と天地丸の柄頭は合体できる構造で、ムサシはそれを利用して鉄風車という技を使用する。抜群の切れ味を誇り、巨大な岩を斬り、氷で出来た崖に突き刺してもムサシの体重だけで氷を斬ってしまい、支えにならないほど。
鳳凰丸
アマクサ島の村人が代々受け継いでいた伝説の秘剣。鳳凰丸に選ばれた物しか抜けない刀で、何人もの武芸者が試したことがあるが抜けたのはコジローのみ。黄金の鳥を発現できたものに譲るという言い伝えを守りコジローに託される。刀身はモノホシザオよりも長い。天空丸・天地丸同様、抜刀すると形状が変わる。ハバキの玉に浮かぶ文字は『鳳』。黄金の鳥を発現する技を使用すると体力を著しく消耗する。この技は「鳳凰剣」・「不死鳥の舞」と2種類の呼び方をされる。
シラヌイ一族
2000年前にキュウシューに存在した古代国家、火の国の末裔。火の国は栄華を極めたが、人々が堕落。神の怒りに触れ、桜島の噴火に巻き込まれ一部を残し滅びた。普段はキュウシューの一般人として生活している。ヒミコ亡き後はサイゴーの一存で、同じキュウシュー人として扱われる。
メガトンジョー
六道魔王一味の移動要塞。五怪僧と呼ばれる坊主の念力で動く。五怪僧の頭巾は五行思想の五色であり、座る位置を逆にすることで、メガトンジョーが破壊される仕組みになっている。坊主が疲れてエネルギーがなくなった時のため、予備の非常用ロケット花火があり、それで空を飛ぶ。潜水能力と飛行能力を持ち、人型に変形して陸上を歩行できる。空中で使用する火炎放射器と大砲、海中で使用する魚雷と機雷を装備している。
ソウソウアーマー
六道魔王によりハンゾウにつけられた鎧。普段はハンゾウの左手甲に青い玉の付いた赤い腕輪として装着されている。命令を実行する際に『曹』の文字が浮かび、バズーカの直撃や地雷の爆発に耐える不死身の鎧に変化する。しかし、命令に背いた場合は装着者を巻き込んで爆発する。
名前は曹操から。
ゲントクアーマー・カンウアーマー・チョウヒアーマー
原始の昔に、カラ星からアマノウキブネに乗ってオノゴロ島にやってきた宇宙人が残した鎧。シャチの口と呼ばれるオノゴロ島の難所にある洞窟奥に隠されている。普段は両手甲に、緑色の玉が付いた黄色い腕輪として装着される。悪に対し正義の怒りが湧いた時、「からくり変化」の掛け声と共に玉が光り、左手の玉には文字が浮かび鎧になる。各玉の光りの色と文字は、ゲントクアーマーが青く光り『玄』、カンウアーマーが赤く光り『関（略字）』、チョウヒアーマーが黄色く光り『張』である。からくり変化をした状態で戦うと通常の二倍のエネルギーを消費する。正義の怒りが失われた時には装着者の意思とは関係なく腕輪に戻る。
名前は玄徳、関羽、張飛から。

## スタッフ
- 原作：MIND
- 制作：布川ゆうじ
- 企画：嶋村一夫（読売広告社）
- プロデューサー：堀越徹（日本テレビ）、藤波俊彦（読売広告社）、鈴木重裕（スタジオぴえろ）
- メカニック（からくり人）デザイン：大河原邦男、青木健太
- オープニングアニメーション：スタジオZ5
- シリーズ構成：伊東恒久
- キャラクターデザイン：二宮常雄、下田正美
- 美術監督：池田祐二
- 撮影監督：小澤次雄→沖田英一
- 音楽：川井憲次
- 音響監督：清水勝則
- 監督：鴫野彰
- 画面構成：飯田宏義、福田紀之
- 美術：池田祐二、長崎斉、高橋忍
- 色指定：いわみみか、西村龍徳
- 色指定、検査：児玉尚子、内田聡
- 編集：坂本雅紀、森田清次、松本裕、高山智江子
- 音響制作：ザック・プロモーション
- 効果：野口透（アニメサウンドプロダクション）
- 調整：成清量
- 録音助手：牛滝猛
- 録音スタジオ：整音スタジオ
- 制作デスク：青木訓之→渡辺悟師
- タイトル：アズスタッフ→マキ・プロ
- 現像：東京現像所
- アシスタントプロデューサー：福与雅子（日本テレビ）
- NTVデスク：財前祐子
- 広報：鈴木康子（日本テレビ）
- エンディングイラスト：西村昌実
- エンディング：鴫野彰
- 協力：穴久保幸作
- 企画制作：日本テレビ
- 製作：読売広告社、スタジオぴえろ

## 主題歌・挿入歌
オープニングテーマ
「ムサシ! BUGEI伝!!」
作詞 - 山本正之 / 作曲 - 多々納好夫 / 編曲 - 井上日徳 / 歌 - 子門真人

エンディングテーマ
「てなもんだ人生」（第1話 - 第40話）
作詞 - 枯堂夏子 / 作曲 - 松田隣 / 編曲 - 根岸貴幸 / 歌 - 野澤恵
「泣きながら食べるとおいしくない!!」（第41話 - 第50話）
作詞・作曲 - 立川俊之 / 編曲 - 恩田直幸 / 歌 - 野澤恵
挿入歌
「恋と呼べないまま」（第1話）
作詞 - 枯堂夏子 / 作曲 - 川井憲次 / 編曲 - 藤原いくろう / 歌 - 水谷優子
「人生綱渡り：ゼニガタンのテーマ」（第41話）
作詞 - 枯堂夏子 / 作曲 - 山本正之 / 編曲 - 岩崎文紀 / 歌 - 大塚芳忠
「LONELY BIRD：コジローのテーマ」（第41話）
作詞 - 枯堂夏子 / 作曲 - 川井憲次 / 編曲 - 藤原いくろう / 歌 - 伊倉一恵

## 各話リスト
| 話 | 放送日         | サブタイトル              | 脚本                                         | 絵コンテ   | 演出       | 作画監督                   |
| -- | -------------- | ------------------------- | -------------------------------------------- | ---------- | ---------- | -------------------------- |
| 1  | 1990年 10月3日 | 大冒険の旅に出るだス!     | 伊東恒久                                     | 鴫野彰     | 鴫野彰     | 下田正美                   |
| 2  | 10月10日       | 涙の修行はハラがへるだス  | 山崎晴哉                                     | 石山タカ明 | 西浦哲     | 大坂竹志                   |
| 3  | 10月17日       | 京の五条のベンケイだス    | 荒木芳久                                     | 殿勝秀樹   | 青木佐恵子 | 武内啓                     |
| 4  | 10月24日       | リョーマは一人風の中だス  | 静谷伊佐夫                                   | 生頼昭憲   | 新房昭之   | 大坂竹志                   |
| 5  | 10月31日       | 名刀コテツ嵐をよぶだス    | 田口成光                                     | 鴫野彰     | 鴫野彰     | 楠本祐子                   |
| 6  | 11月7日        | おいらは師匠だエライだス  | 伊東恒久                                     | 石山タカ明 | 西浦哲     | 大坂竹志                   |
| 7  | 11月14日       | 清く貧しいクサリガマだス  | 山崎晴哉                                     | 鈴木行     | 青木佐恵子 | 武内啓                     |
| 8  | 11月21日       | 悪のハンゾウ忍びよるだス  | 荒木芳久                                     | 殿勝秀樹   | 新房昭之   | 楠本祐子 大坂竹志          |
| 9  | 11月28日       | 男イシマツ友情にちるだス  | 静谷伊佐夫                                   | 青木佐恵子 | 藤本義孝   | 東海林真一                 |
| 10 | 12月5日        | 花も嵐もエドトピアだス    | 田口成光                                     | 鴫野彰     | 西浦哲     | 菊池城二                   |
| 11 | 12月12日       | なぐりこみ武芸大会だス    | 伊東恒久                                     | 遠藤克己   | 阿部紀之   | 本橋秀之                   |
| 12 | 12月19日       | センヒメたすけて勝負だス  | 山崎晴哉                                     | 石山タカ明 | 新房昭之   | 楠本祐子 下田正美 飯田宏義 |
| 13 | 12月26日       | からくり剣豪総出撃だス!   | 荒木芳久                                     | 鈴木行     | 青木佐恵子 | 飯田宏義                   |
| 14 | 1991年 1月9日  | ムサシ夢の百番勝負だス    | 伊東恒久 山崎晴哉 荒木芳久                   | 鴫野彰     | 鴫野彰     |                            |
| 15 | 1月16日        | 大ガマ妖術ジライヤンだス  | 伊東恒久                                     | 藤本義孝   | 藤本義孝   | 阿部晃瑳詩                 |
| 16 | 1月23日        | 美女オニヒメあらわるだス  | 山崎晴哉                                     | 阿部紀之   | 阿部紀之   | 楠本祐子                   |
| 17 | 1月30日        | ヤマタノオロチ大決戦だス  | 荒木芳久                                     | 鈴木行     | 西浦哲     | 大坂竹志                   |
| 18 | 2月6日         | 金ピカ泥棒ゴエモンドだス  | 静谷伊佐夫                                   | 星野寛満   | 星野寛満   | 野口啓生                   |
| 19 | 2月13日        | ヌエの鳴く夜はこわいだス  | 山崎晴哉                                     | 青木佐恵子 | 新房昭之   | 飯田宏義                   |
| 20 | 2月20日        | シュテン大バクハツだス    | 伊東恒久                                     | 藤本義孝   | 藤本義孝   | 阿部晃瑳詩                 |
| 21 | 2月27日        | ヒ〜!イシマツの幽霊だス   | 静谷伊佐夫                                   | 石山タカ明 | 阿部紀之   | 大坂竹志                   |
| 22 | 3月6日         | 海は怖いなオニゴロシだス  | 荒木芳久                                     | 鴫野彰     | 新房昭之   | 本橋秀行 渡部圭祐          |
| 23 | 3月13日        | 北海ウエスタンの死闘だス  | 山崎晴哉                                     | 上妻普作   | 西浦哲     | 飯田宏義                   |
| 24 | 3月20日        | バキャー!カラクリ砦だス   | 伊東恒久                                     | 藤本義孝   | 藤本義孝   | 阿部晃瑳詩                 |
| 25 | 3月27日        | 氷もとかす友情パワーだス  | 伊東恒久                                     | 阿部紀之   | 阿部紀之   | 楠本祐子                   |
| 26 | 4月3日         | 悪一番ハンゾウ復活だス    | 荒木芳久                                     | 上妻普作   | 新房昭之   | 野口啓生                   |
| 27 | 4月10日        | サイゴーさんは謎の人だス  | 静谷伊佐夫                                   | 石山タカ明 | 西浦哲     | 大坂竹志                   |
| 28 | 4月17日        | おいらグレてやるだス      | 大橋志吉                                     | 鈴木行     | 松井仁之   | 田中良                     |
| 29 | 4月24日        | ゲ!?おちこみコジローだス  | 静谷伊佐夫                                   | 阿部紀之   | 阿部紀之   | 飯田宏義                   |
| 30 | 5月1日         | 今よみがえる伝説の剣だス  | 山崎晴哉                                     | 藤本義孝   | 藤本義孝   | 阿部晃瑳詩                 |
| 31 | 5月8日         | あり!?ムサシは死んだだス  | 大橋志吉                                     | 鴫野彰     | 新房昭之   | 大坂竹志 下田正美          |
| 32 | 5月15日        | やっぱ不死身のムサシだス  | 静谷伊佐夫                                   | 青木佐恵子 | 西浦哲     | 野口啓生                   |
| 33 | 5月22日        | ひみつのヒミコさんだス    | 山崎晴哉                                     | 上妻普作   | 松井仁之   | 田中良                     |
| 34 | 5月29日        | アッチコッチ火事だス      | 荒木芳久                                     | 阿部紀之   | 阿部紀之   | 下田正美                   |
| 35 | 6月5日         | 火の国の女王ヒミコだス    | 大橋志吉                                     | 石山タカ明 | 新房昭之   | 大坂竹志                   |
| 36 | 6月12日        | シラヌイ最後の陰謀だス    | 静谷伊佐夫                                   | 鴫野彰     | 西浦哲     | 下田正美                   |
| 37 | 6月19日        | コジローに勝っただス!     | 鴫野彰 山崎晴哉 荒木芳久 大橋志吉 静谷伊佐夫 | 鴫野彰     | 阿部紀之   | 大坂竹志                   |
| 38 | 6月26日        | でたぁ ナゾの六道魔王だス | 伊東恒久                                     | 石山タカ明 | 新房昭之   | 中尾正樹                   |
| 39 | 7月3日         | 怪物!メガトンジョーだス   | 静谷伊佐夫                                   | 青木佐恵子 | 西浦哲     | 下田正美                   |
| 40 | 7月10日        | センヒメの愛は勝つだス    | 大橋志吉                                     | 阿部紀之   | 松井仁之   | 田中良                     |
| 41 | 7月17日        | 日光けっこうシンゲンだス  | 山崎晴哉                                     | 上妻普作   | 新房昭之   | 下田正美                   |
| 42 | 7月24日        | 木馬は恐いワナだっただス  | 荒木芳久                                     | 阿部紀之   | 阿部紀之   | 下田正美                   |
| 43 | 7月31日        | 天と地のシンゲンシンだス  | 静谷伊佐夫                                   | 石山タカ明 | 西浦哲     | 下田正美                   |
| 44 | 8月7日         | あで姿からくり変化だス    | 伊東恒久                                     | 鴫野彰     | 松井仁之   | 田中良                     |
| 45 | 8月14日        | 波のりゲンナイ発明王だス  | 大橋志吉                                     | 青木佐恵子 | 星野寛満   | 中尾正樹 野口啓生          |
| 46 | 8月21日        | 大笑いタコおどり作戦だス  | 静谷伊佐夫                                   | 上妻普作   | 新房昭之   | 新房昭之                   |
| 47 | 9月4日         | バベル13をぶっこわせだス  | 静谷伊佐夫                                   | 阿部紀之   | 阿部紀之   | 下田正美                   |
| 48 | 9月11日        | エドトピア大ピンチだス    | 大橋志吉                                     | 石山タカ明 | 西浦哲     | 下田正美                   |
| 49 | 9月18日        | 花のムサシ悪を切るだス    | 大橋志吉                                     | 新房昭之   | 新房昭之   | 新房昭之                   |
| 50 | 9月25日        | ムサシ対コジローだス      | 伊東恒久                                     | 鴫野彰     | 松井仁之   | 田中良                     |

## 放送局
放送系列は放送当時、放送日時は1991年6月中旬 - 7月上旬時点のものとする。
| 放送対象地域   | 放送局         | 放送日時           | 放送系列                      | 備考                                                      |
| -------------- | -------------- | ------------------ | ----------------------------- | --------------------------------------------------------- |
| 関東広域圏     | 日本テレビ     | 水曜 17:00 - 17:30 | 日本テレビ系列                | 制作局                                                    |
| 宮城県         | ミヤギテレビ   | 水曜 17:00 - 17:30 | 日本テレビ系列                |                                                           |
| 福島県         | 福島中央テレビ | 水曜 17:00 - 17:30 | 日本テレビ系列                |                                                           |
| 新潟県         | テレビ新潟     | 水曜 17:00 - 17:30 | 日本テレビ系列                |                                                           |
| 長野県         | テレビ信州     | 水曜 17:00 - 17:30 | 日本テレビ系列                | 1991年3月まではテレビ朝日系列とのクロスネット局。         |
| 広島県         | 広島テレビ     | 水曜 17:00 - 17:30 | 日本テレビ系列                |                                                           |
| 福岡県         | 福岡放送       | 水曜 17:00 - 17:30 | 日本テレビ系列                |                                                           |
| 熊本県         | 熊本県民テレビ | 水曜 17:00 - 17:30 | 日本テレビ系列                |                                                           |
| 北海道         | 札幌テレビ     | 日曜 7:30 - 8:00   | 日本テレビ系列                |                                                           |
| 山形県         | 山形放送       | 金曜 17:30 - 18:00 | 日本テレビ系列 テレビ朝日系列 |                                                           |
| 石川県         | テレビ金沢     | 水曜 17:00 - 17:30 | 日本テレビ系列                | 放送期間は1991年3月20日から1992年3月25日まで。            |
| 静岡県         | 静岡第一テレビ | 水曜 6:00 - 6:30   | 日本テレビ系列                |                                                           |
| 中京広域圏     | 中京テレビ     | 金曜 5:45 - 6:15   | 日本テレビ系列                |                                                           |
| 近畿広域圏     | 読売テレビ     | 月曜 5:30 - 6:00   | 日本テレビ系列                | 1991年3月25日で打ち切り。その後1991年夏季に一部放送。     |
| 香川県・岡山県 | 西日本放送     | 火曜 17:00 - 17:30 | 日本テレビ系列                | 1991年10月1日終了                                         |
| 長崎県         | 長崎国際テレビ | 水曜 16:30 - 17:00 | 日本テレビ系列                | 1991年4月から放送。長崎国際テレビ開局前は県内では未放送。 |

## 商品化
本作はメディアミックスを意図しており、プラモデルの他、玩具やゲームソフトが発売されていた。
プラモデル
本作のプラモデルでは、パーツをランナーに残したまま2枚のランナーをはめ合わせることで複数のパーツを一度に組めるというランナーロックという組み立て方が採用され、パッケージでも『組み立てが簡単』とアピールされていた。本作以外にも、機動戦士Vガンダムの1/144キットのほか、90年代前半のBB戦士で採用されていたことがある。しかし、部品の切り出しやゲートの処理が難しくなるなど、実際にはかえって手間がかかったため、わずか3年で廃止されてしまった。
また、胸のボタンを押すと頭がバネで飛ぶギミックがあり、完成後は背中に板バネをつけ、台座にそれを差し込んで前後に揺らして、向かい合わせた相手のからくり人の胸ボタンに武器を当てて頭を飛ばすという遊びができた。
発売当時の低年齢層の中にはBB戦士と間違えて買ったという者もいる。
玩具
ハイコンプリートモデルのような半完成品のほか、上述のプラモデル以外にも低価格の組み立てモデル、天空丸と天地丸のコンパチタイプの剣が発売。
トレーディングカード
1991年にカードダス20として販売。全42種類。ノーマルカード36種類、プリズムカード6種類。
ゲームソフト
- からくり剣豪伝ムサシロード（GB、1991年4月27日、ユタカ）
  - 内容はアクションRPG。シビアな当たり判定や操作性の悪さなどから難易度は高い[12]。
- からくり剣豪伝ムサシロード〜からくり人疾走る〜（FC、1991年10月5日、ユタカ）

## コミカライズ
穴久保幸作作で『SDクラブ』の第8号（1990年1月）から第19号（1991年2月）まで、『月刊コロコロコミック』誌上で1990年11月号から1991年9月号まで連載され、単行本は全2巻がバンダイから発売されている。SDクラブ連載当初はからくり人が企画段階の初期デザインやキャラクターを使用してたが末期にリニューアルされ、以後のコロコロコミック版やアニメ版では新しいデザインのみが用いられている。